# Queenstown
Queenstown este un oraș turistic pe insula de sud (South Island) regiunea Otago din Noua Zeelandă. Atracții turistice în apropiere de oraș includ platforma suspendată Nevis.Populatia orasului Queenstown ajunge la 10,500 de locuitori in aria urbana si depaseste 20,000 de locuitori in aria districtului.

## Clima
Queenstown are o clima alpina cu mari influente de temperatura de la 25 °C - 30 °C in lunile de vara(decembrie,ianuarie si februarie) la 8 °C in iulie.